# هادي صوعان
هادي صوعان الصميلي  أول لاعب سعودي يحصل على ميدالية في الأولمبياد، حصل على ميداليته الفضية عام 2000 في سيدني في سباق 400 متر حواجز، مسجلا ثاني أفضل زمن تلك السنة. وهو حامل الرقم الآسيوي في نفس اللعبة. حقق اللاعب الدولي المركز الأول في سباق 400م حواجز الذي أقيم في لقاء برشلونة الدولي بإسبانيا 2000م وذلك بزمن (48,87)ث بعيداً بمسافة بعيدة عن الجمايكى (مورجن دنسرديل) (49,11ث).

## نشأته
ولد هادي صوعان في 30 ديسمبر 1976 في الطائف في المملكة العربية السعودية لعب في نادي ضمك في مدينة خميس مشيط.

## إنجازاته
1. بطولة آسيا 2005—الميدالية الذهبية
2. الألعاب العربية 2004—الميدالية الذهبية
3. دورة الألعاب الآسيوية 2002—الميدالية الذهبية
4. دورة الألعاب الآسيوية 2002—الميدالية الذهبية (4 × 400 متر تتابع)
5. بطولة العالم 2001—المرتبة الرابعة
6. دورة الألعاب الأولمبية 2000—الميدالية الفضية، أفضل رقم شخصي الوقت : 47,53 ثانية
7. الألعاب العربية 1999—الميدالية الذهبية.

## استفتاء مجلة (تراك اندفيلد نيوز)
في استفتاء نظمته مجلة (تراك اندفيلد نيوز) المتخصصة حل العداء العالمي السعودي هادي صوعان رابعا ضمن أفضل 10 على مستوى العالم.

## سجل المنافسة
| العام         | المسابقة                                | المكان           | المركز        | حدث           | ملاحظة        |
| يمثل السعودية | يمثل السعودية                           | يمثل السعودية    | يمثل السعودية | يمثل السعودية | يمثل السعودية |
| ------------- | --------------------------------------- | ---------------- | ------------- | ------------- | ------------- |
| 1994          | بطولة العالم للناشئين لألعاب القوى 1994 | لشبونة، البرتغال | 13            | 400م حواجز    | 52.37         |
| 1994          | بطولة العالم للناشئين لألعاب القوى 1994 | لشبونة، البرتغال | —             | 4×400م تتابع  |               |
| 1995          | بطولة العالم لألعاب القوى 1995          | غوتنبرغ          | 33            | 400 م حواجز   | 50.54         |
| 1996          | الألعاب الأولمبية الصيفية 1996          | أتلانتا          | 34            | 400 م حواجز   | 49.94         |
| 1996          | الألعاب الأولمبية الصيفية 1996          | أتلانتا          | 15            | 4x400 م تتابع | 3:07.18       |
| 1999          | بطولة العالم لألعاب القوى 1999          | إدمونتون         | 22            | 400 م حواجز   | 49.88         |
| 1999          | بطولة العالم لألعاب القوى 1999          | إدمونتون         | –             | 4x400 م تتابع |               |
| 1999          | دورة الألعاب العربية 1999               | عمان             | 1             | 400 م حواجز   | 50.02         |
| 2000          | بطولة آسيا لألعاب القوى 2000            | جاكرتا           | 1             | 400 م حواجز   | 49.13         |
| 2000          | بطولة آسيا لألعاب القوى 2000            | جاكرتا           | 3             | 4x400 م تتابع | 3:05.00       |
| 2000          | الألعاب الأولمبية الصيفية 2000          | سيدني            | 2             | 400 م حواجز   | 47.53         |
| 2000          | الألعاب الأولمبية الصيفية 2000          | سيدني            | 28            | 4x400 م تتابع | 3:09.57       |
| 2001          | بطولة العالم لألعاب القوى 2001          | إدمونتون         | 4             | 400 م حواجز   | 47.99         |
| 2001          | بطولة العالم لألعاب القوى 2001          | إدمونتون         | 17            | 4x400 م تتابع | 3:04.22       |
| 2001          | ألعاب النوايا الحسنة 2001               | بريزبن           | 3             | 400 م حواجز   | 48.94         |
| 2002          | ألعاب غرب آسيا 2002                     | مدينة الكويت     | 1             | 400 م حواجز   | 49.04         |
| 2002          | دورة الألعاب الآسيوية 2002              | بوسان            | 1             | 400 م حواجز   | 48.42         |
| 2002          | دورة الألعاب الآسيوية 2002              | بوسان            | 1             | 4x400 م تتابع | 3:02.47       |
| 2003          | بطولة العالم لألعاب القوى 2003          | باريس            | 16            | 400 م حواجز   | 49.25         |
| 2003          | بطولة العالم لألعاب القوى 2003          | باريس            | –             | 4x400 م تتابع |               |
| 2004          | الألعاب الأولمبية الصيفية 2004          | أثينا            | 15            | 400 م حواجز   | 48.98         |
| 2004          | دورة الألعاب العربية 2004               | الجزائر          | 1             | 400 م حواجز   | 48.77         |
| 2004          | دورة الألعاب العربية 2004               | الجزائر          | 1             | 4x400 م تتابع | 3:03.03       |
| 2005          | ألعاب التضامن الإسلامي 2005             | مكة              | 2             | 400 م حواجز   | 50.78         |
| 2005          | ألعاب التضامن الإسلامي 2005             | مكة              | 1             | 4x400 م تتابع | 3:04.35       |
| 2005          | بطولة العالم لألعاب القوى 2005          | هلسنكي           | 11            | 400 م حواجز   | 49.09         |
| 2005          | بطولة العالم لألعاب القوى 2005          | هلسنكي           | –             | 4x400 م تتابع |               |
| 2005          | بطولة آسيا لألعاب القوى 2005            | إنتشون           | 1             | 400 م حواجز   | 49.16         |
| 2005          | بطولة آسيا لألعاب القوى 2005            | إنتشون           | –             | 4x400 م تتابع |               |
| 2006          | دورة الألعاب الآسيوية 2006              | الدوحة           | 5             | 400 م حواجز   | 50.69         |

## روابط خارجية
- هادي صوعان على موقع الاتحاد الدولي لألعاب القوى (الإنجليزية)
- هادي صوعان على موقع اللجنة الأولمبية الدولية (الإنجليزية)
- هادي صوعان على موقع أوليمبيديا (الإنجليزية)